# Anton Teyber
Anton Teybert (Vienna, 8 settembre 1756 – Vienna, 18 novembre 1822) è stato un organista e compositore austriaco.

## Biografia
Compì gli studi musicali a Vienna e si dedicò poi alla composizione di musica da camera e opere liriche così come suo fratello Franz Teyber
Fu precettore dei figli dell'imperatore prima di collaborare come compositore (fra gli altri) con l'Opera di Dresda e la Corte imperiale di Vienna. Viene ricordato per i due Concerti per corni da caccia. Suonò con Mozart e Nikolaus Kraft nel 1789 durante il viaggio di Mozart a Berlino.